# Districtul Ouaguenoun
Ouaguenoun este un district din provincia Tizi-Ouzou, Algeria.